# 파일 시스템 목록
아래는 컴퓨터 파일 시스템의 목록이다.

## 디스크 파일 시스템
디스크 파일 시스템은 일반적으로 블록 지향이다. 블록 지향 파일 시스템의 파일들은 연속된 블록으로 이루어져 있고, 완전한 임의 접근 읽기, 쓰기, 수정 기능을 지원하는 것이 보통이다.
- ADFS
- AdvFS
- AFS
- AFS
- AosFS
- AthFS
- BFS
- BFS
- Btrfs
- CBMFS
- CFS
- CMDFS
- CP/M
- DDFS
- DTFS
- 도스 3.x
- EAFS
- 익스텐트 파일 시스템
- ext
- ext2
- ext3
- ext4
- ext3cow
- FAT
  - VFAT
  - FATX
- FFS (아미가)
- FFS
- Fossil
- Files-11
- 플렉스 머신
- HFS
- HFS
- HFS+
- HPFS
- HTFS
- IceFS
- ISO 9660
- JFS
- JXFS
- LisaFS
- LFS
- MFS
- Next3
- MFS
- 미닉스 파일 시스템
- NILFS
- NTFS
- 넷웨어 파일 시스템
- NSS
- OneFS
- OFS
- OS-9
- PFS
- ProDOS
- Qnx4fs
- Qnx6fs
- ReFS
- ReiserFS
- Reiser4
- Reliance
- Reliance Nitro
- RFS
- S51K
- SkyFS
- SFS
- 스프
- SpadFS
- STL
- TRFS
- Tux3
- UDF
- UFS
- UFS2
- VxFS
- VLIR
- WAFL
- XFS
- ZFS

### 고장 방지 능력을 내장한 파일 시스템
- Btrfs
- HAMMER
- ReFS
- Reliance
- Reliance Nitro
- ZFS

### 플래시 메모리, 솔리드 스테이트 미디어에 최적화된 파일 시스템
- CASL
- ETFS
- exFAT
- 익스트림FFS
- F2FS
- FFS2
- JFFS
- JFFS2
- LogFS
- 비휘발성 파일 시스템
- OneFS
- RFS
- Segger Microcontroller Systems
- 세이프플래시(SafeFLASH)
- TFAT
- TrueFFS
- UBIFS
- UFFS
- Unison RTOS
- Write Anywhere File Layout
- XCFiles
- YAFFS
- ZFS
- OTFS

### 레코드 지향 파일 시스템
- Files-11
- 미시간 터미널 시스템
- OS4000
- A FAT12
- 순차 접근 방식: Basic sequential access method
- 픽 운영 체제
- RSD
- Structured File Server
- VSAM

### 공유 디스크 파일 시스템
- CXFS
- 델 플루이드 파일 시스템
- EMC Celerra HighRoad
- Files-11
- GFS2
- IBM 제너럴 패러럴 파일 시스템
- HP 클러스터 파일 시스템
- Melio FS
- Nasan
- 오라클 ACFS
- OCFS2
- 폴리서브 파일 시스템
- pNFS
- StorNext 파일 시스템
- Blue Whale Clustered 파일 시스템
- QFS
- 베리타스 스토리지 파운데이션
- Xsan
- VMFS

## 분산 파일 시스템
- 9P
- 아마존 S3
- 앤드루 파일 시스템
- 애플 파일링 프로토콜
- DCE 분산 파일 시스템
- 파일 액세스 리스너
- 마이크로소프트 오피스 그루브
- 넷웨어 코어 프로토콜
- 네트워크 파일 시스템
- OS4000
- 시큐어 파일 시스템
- Self-certifying File System
- 서버 메시지 블록

### 분산형 고장 방지 파일 시스템
- 코다
- 분산 파일 시스템
- InterMezzo
- 무스 파일 시스템
- Tahoe-LAFS
- A FAT12

### 분산 병렬 파일 시스템
- 패러럴 버추얼 파일 시스템
- 스타피시

### 분산형 병렬 고장 방지 파일 시스템
| 이름                             | 개발사                                                                                       | 라이선스            | 운영 체제         |
| -------------------------------- | -------------------------------------------------------------------------------------------- | ------------------- | ----------------- |
| BeeGFS                           | Fraunhofer Society                                                                           | GPLv2               | 리눅스            |
| Ceph                             | 잉크탱크 스토리지                                                                            | LGPL                | 리눅스 커널       |
| Chiron FS                        |                                                                                              |                     |                   |
| 클라우드스토어                   | Kosmix                                                                                       | 아파치 라이선스 2.0 |                   |
| 코스모스                         | 마이크로소프트                                                                               | 내부 소프트웨어     |                   |
| dCache                           | DESY                                                                                         |                     |                   |
| FS-Manager                       | CD네트웍스                                                                                   | 사유 소프트웨어     | 리눅스            |
| 제너럴 패러럴 파일 시스템        | IBM                                                                                          | 사유                | AIX, 리눅스, 윈도 |
| Gfarm 파일 시스템                | Asia Pacific Grid                                                                            | X11 라이선스        | 리눅스            |
| GlusterFS                        | Gluster (레드햇 인수 기업)                                                                   | GPLv3               | 리눅스            |
| 구글 파일 시스템                 | 구글                                                                                         | 내부 소프트웨어     |                   |
| 하둡 분산 파일 시스템            | 아파치 소프트웨어 재단                                                                       | 아파치 라이선스 2.0 | 크로스 플랫폼     |
| IBRIX 퓨전                       | IBRIX                                                                                        | 사유 소프트웨어     |                   |
| LizardFS                         | 스카이테크놀로지                                                                             | GPL                 | 크로스 플랫폼     |
| Lustre                           | originally developed by Cluster 파일 시스템                                                  | GPL                 | 리눅스            |
| MapR-FS                          | MapR                                                                                         | 사유                | 리눅스            |
| MogileFS                         | Danga Interactive                                                                            | GPL                 | 리눅스            |
| MooseFS                          | 코어 테크놀로지                                                                              | GPLv2               | 리눅스            |
| ObjectiveFS                      | 오브젝티브 시큐리티 코퍼레이션                                                               | 사유                | 리눅스            |
| OneFS 분산 파일 시스템           | Isilon                                                                                       |                     | FreeBSD           |
| Panasas 액티브스케일 파일 시스템 | Panasas                                                                                      | 사유 소프트웨어     | 리눅스            |
| PeerFS                           | Radiant Data Corporation                                                                     | 사유 소프트웨어     | 리눅스            |
| Tahoe-LAFS                       | Tahoe-LAFS 소프트웨어 재단                                                                   | GNU GPL             | 윈도우            |
| TerraGrid Cluster 파일 시스템    | Terrascale Technologies Inc                                                                  | 사유 소프트웨어     | 리눅스            |
| XtreemFS                         | Contrail E.U. project, the German MoSGrid project, the German project "First We Take Berlin" | 오픈 소스 (BSD)     | 리눅스            |

개발 중:
- PlasmaFS
- WebDFS
- zFS
- HAMMER
- OASIS
- GLORY-FS
- Parallax
- PNFS
- CRFS
- POHMELFS
- National Center for Data Mining 부문
- StarFS
- Unilium

### P2P 파일 시스템
- Cooperative 파일 시스템
- Cleversafe
- Infinit
- Ivy
- Pastis
- NimbusFS

## 특수 목적 파일 시스템
- *FS
- archfs
- aufs
- AXFS
- 바라쿠다 WebDAV 플러그인.
- 부트 파일 시스템
- 캐스케이드(Cascade) 파일 시스템
- cdfs
- clicfs
- 콤팩트 디스크 파일 시스템
- cfs
- cvsfs
- Dokan LGPL FUSE (윈도 아날로그)
- compFUSEd
- FuseCompress
- Cramfs
- Cromfs
- Davfs2
- Freenet
- FTPFS
- GmailFS
- lnfs
- LTFS
- mhddfs
- mini fo
- MVFS
- MTFS
- nntpfs
- ParFiSys
- pramfs
- RAIF
- romfs
- SODA
- SquashFS
- SysmanFS (FUSE 기반)
- UMSDOS
- UnionFS
- Venti
- wikifs
- WDK.VFS
- Datalight Reliance
- ERTFS ProPlus64
- WBFS
- whefs

### 가상 파일 시스템
- devfs
- debugfs
- procfs
- tmpfs
- specfs
- sysfs
- WinFS

### 암호화된 파일 시스템
- eCryptfs
- SSHFS
- EncFS
- Rubberhose 파일 시스템
- 폰북FS
- 솔리드 파일 시스템
- EFS
- FSFS
- ZFS
- TeaSafe

### 파일 시스템 인터페이스
- FUSE
- LUFS (리눅스 유저랜드 파일 시스템
- VFS 가상 파일시스템
- 콜백 파일 시스템

## 같이 보기
- 공유 자원
- 기억 장치